# Denis Moncada
Denis Ronaldo Moncada Colindres (Murra, 28 novembre 1948) è un politico, diplomatico e avvocato nicaraguense, ministro degli Esteri del Nicaragua dal 17 gennaio 2017.

## Biografia
Nasce a Murra, nel dipartimento di Nueva Segovia, il 28 novembre 1948.
Di professione avvocato e notaio, presta servizio come assistente esecutivo del viceministro della Difesa e capo di stato maggiore generale dal 1985 al 1987, oltre che come comandante generale dal 1983 al 1985. Con il ritorno di Daniel Ortega al potere, nel 2007, gli viene conferita la carica di vicecancelliere agli Esteri. Ha inoltre svolto l'incarico di rappresentante permanente del Nicaragua presso l'Organizzazione degli Stati americani.
È a capo del dicastero degli Esteri del Nicaragua dal 2017.